# 원피스: 에피소드 오브 쵸파
원피스 - 에피소드 오브 쵸파(ONE PIECE エピソードオブチョッパー+冬に咲く、奇跡の桜)은 원피스의 극장판 시리즈의 아홉번째 작품이다. 2008년 3월 1일에 개봉하였다.

## 한국어 더빙 제작진
목소리 출연
- 강수진 - 루피 役
- 정미숙 - 나미 役
- 박영남 - 쵸파 役
- 김승준 - 조로 役
- 김소형 - 우솝 役
- 박성태 - 상디 役
- 소연 - 로빈 役
- 이주창 - 프랑키 役
- 김국진 - 변신쵸파 役
- 故 김관진 - 도르돈 役
- 故 나수란 - 쿠레하 役
- 김익태 - 히루루크 役
- 이종구 - 와포루 役
- 이정구 - 무슈르 役
- 윤세웅 - 체스 役
- 선호제 - 남자 1 役
- 강호철 - 남자 2 役
- 소정환 - 남자 3 役
- 정혜원 - 여자 1 役
- 박리나 - 여자 2 役
- 김율 - 여자 3 役

우리말 제작
- 번역 - 조희경
- 녹음/믹싱 - 김세광(CIC MEDIA)
- 종합편집 - 이지혜
- 넌리니어 - 서선지, 김지예, 도여진
- 연출 - 심정희
- 우리말 제작 : 투니버스